# 粟米油

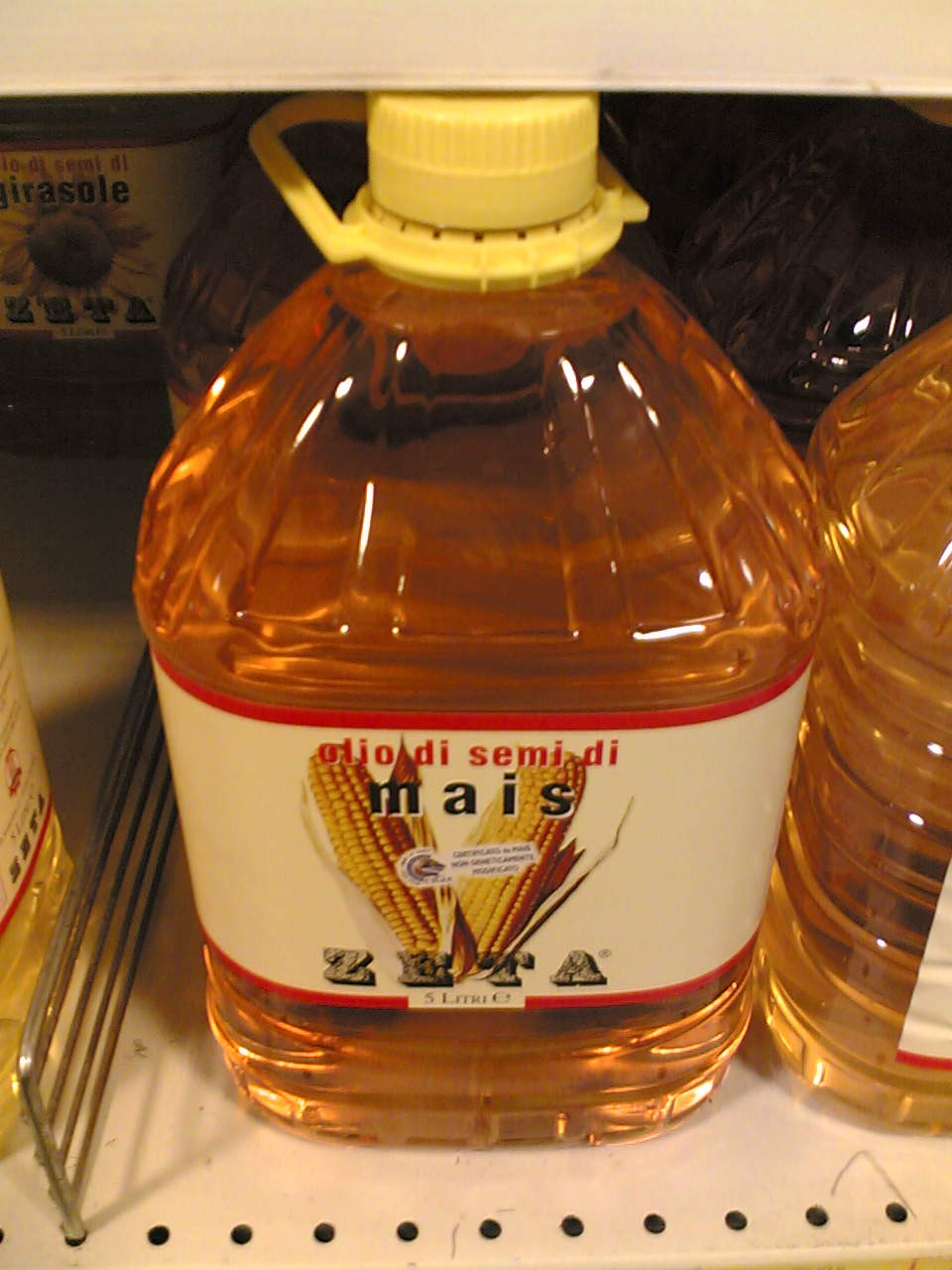
粟米油

粟米油，又称玉米胚芽油，是从玉米的胚芽中提炼的植物油，含有丰富的不饱和脂肪酸（以油酸和亚油酸为主）、维生素E及多酚類物質；不含胆固醇。冒煙點比較其他的食油低，不適合於高溫煮炸。